# 军国主义
軍國主義（英語：Militarism；日语：／），是軍隊在政治、經濟、教育、文化等各領域都具備強大影響力，而在一國的政治及行政層級上採取軍事優先的政治社會體制或意識形態；或是認為國家應保有強大軍事力量用以侵略、防衛或提升國家利益的意識形態。戴季陶在《日本論》中定義軍國主義是「是以军事组织的力量，作政权的重心，一切政治的势力，都附从在军事势力之下，一切政治的组织，都附从在军国组织之下」的國家體制。中文“軍國”一詞來自日文漢字“／”。

## 各國的軍國主義

### 德国

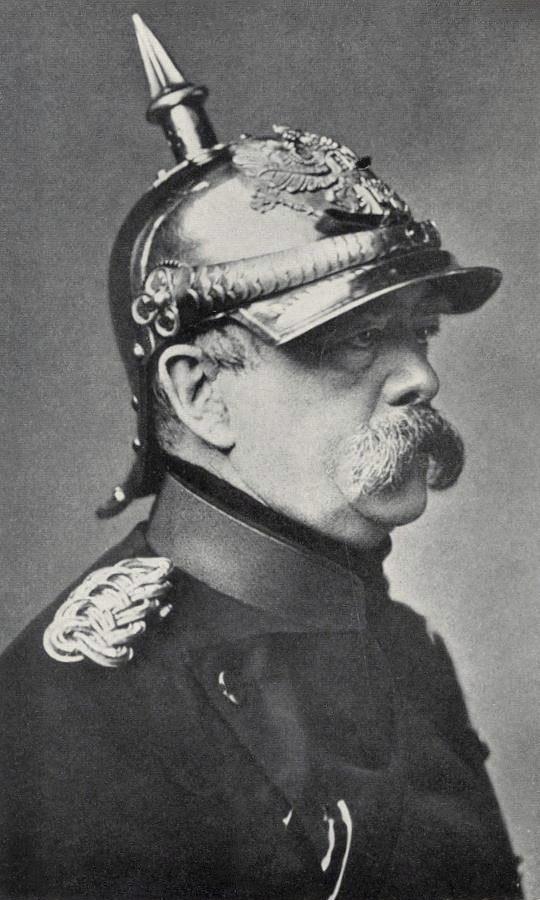
穿戴胸甲骑兵釘盔的奥托·冯·俾斯麦

德国军国主义的根源可以追溯到18世纪和19世纪的普鲁士，以及随后在普鲁士领导下的德国统一。德國史家汉斯·罗森伯格则认为更可追溯至条顿骑士团和中世纪晚期騎士團於普鲁士的拓殖。当时，神圣罗马帝国的傭兵自騎士團受封土地，逐渐形成了一个新的军国主义普鲁士贵族集团，稍後發展成容克。
17世纪大选侯腓特烈·威廉统治勃兰登堡期間，勃兰登堡-普鲁士的军队增至40,000人，亦建立由戰爭總署监督的有效军事管理。为了增强國內外的權勢，士兵王（德语：Soldiernkönig）腓特烈·威廉一世于1713年推動大规模军事改革，將军事預算拉升至普鲁士年度预算的73％。1740年，腓特烈一世去世之際，普鲁士军队已成长为一支拥有83,000名常备军的部队，為欧洲最大的數支軍隊之一，而当时整个普鲁士的人民总共才有250万人。普鲁士军事作家格奥尔格·海尼里希·冯·贝伦霍斯特后来写道，在士兵王治下，“普鲁士不是个有军队的国家，而是一支有国家的军队”（这句话常常被误认为出自伏尔泰或奧諾雷·米拉波）。1740年代至1760年代間，腓特烈大帝利用先王建立的军事力量进行长期的侵略战争，将普鲁士从欧洲小国拉升到強權大国。
1806年拿破仑征服普鲁士后，停戰要求之一是普鲁士应裁軍至42,000人以下。为了使普鲁士不再那么容易被征服，普鲁士国王在一年内招募了允许的人数，训练后解散了这批人，又招募了另一批同样规模的人，如此循环。因此，在十年的时间里，他能够召集一支由42万名至少受过一年军事训练的军队。军队军官多从拥有土地的贵族中抽调。最終，一方面逐渐建立一批龐大的職業軍官階級，另一方面则是人數更多的一般官兵階級。这些士兵已经习惯于默默地服从军官的所有命令，形成了一种阶级分明的敬畏文化。
这一制度导致了几个后果。一是，由于民政官僚亦出身自軍官階級，军队利益被視為是国家利益；其次，统治阶级為維持其凌駕於普通人的權力繼續推行該制度，提升了容克貴族的影響力。
第一次世界大戰後，德意志帝國解體，盟軍視普魯士/德國軍國主義為大戰原因之一，試圖用凡爾賽條約加以限制。魏玛時期，1920年爆發由失勢軍人對抗共和國的卡普政變。政變後，狂熱的軍國主義者與民族主義者逐漸聚集在國家社會主義工人黨與希特勒旗下，而較溫和的德國國家人民黨逐漸衰微。威瑪共和受到軍國主義及民族主義的長期威脅。許多德國人視凡爾賽條約是對自身尚武文化的羞辱。右翼軍國主義者紛紛組成非法民兵組織，如鋼盔前線士兵聯盟、自由軍團及黑色國防軍等；1920年代早期，納粹組織衝鋒隊。此時期，德國發生一連串政治謀殺（德語：Fememord），瀰漫一股內戰氣氛。數學家甘保評價威瑪時期的軍國主義暴力是國家基於政治上的正確給予了暴力的寬容與同情。

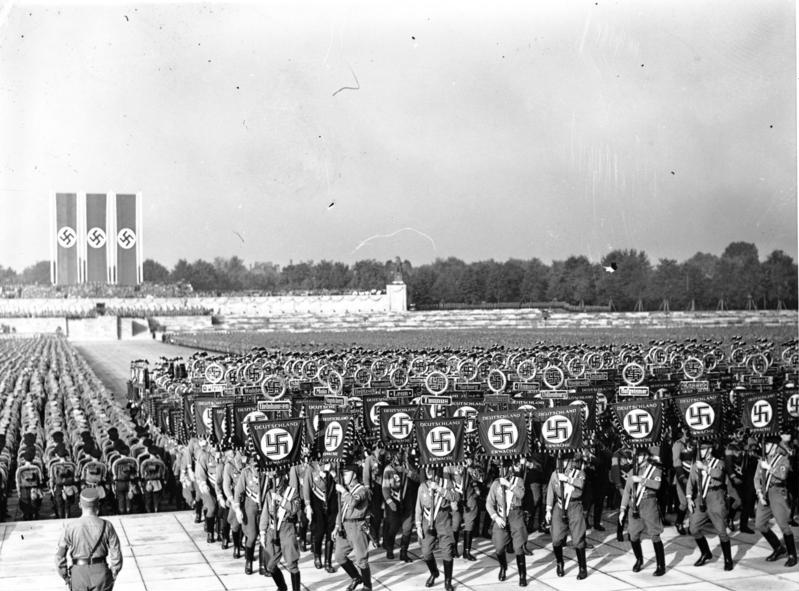
纳粹德国的军国主义

第三帝國，隨後取代威瑪共和，成為一個強大的軍國主義國家。1945年，帝國毀滅後，盟國管制理事會在德國推行再教育計劃，以防止軍國主義在德國復辟。

### 以色列
以色列至1948年建国以来，不断的扩张自己的领土，并且侵略过黎巴嫩、埃及、巴勒斯坦和约旦，也是除了朝鲜之外，第二个从建国以来从未打过败仗的国家，以色列也曾在1982年屠杀黎巴嫩人，并且至今遭到巴勒斯坦的指控，巴方称以色列境内有大量的巴勒斯坦集中营，有许多中东国家指控以色列对少数民族进行种族屠杀和种族灭绝，而美国、英国、韩国、澳大利亚、加拿大和以色列否认此项指控。

### 日本

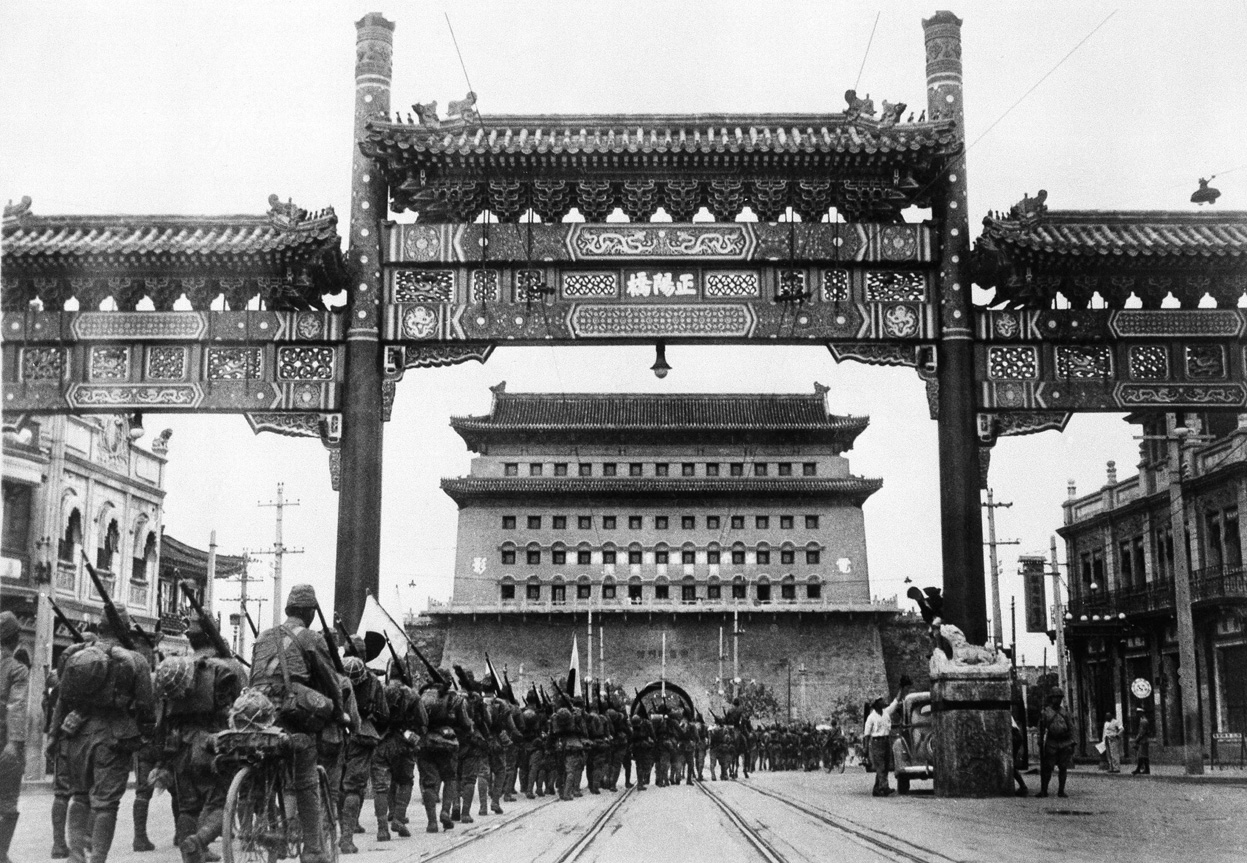
1937年8月13日，日军部队从被占领的北京城内的正阳门列队入城

日本的军国主义，根植其武士传统，如15世纪的战国时代中，强大的大名在政治上扮演重要角色。即使军国主义哲学早已深植幕府，但明治维新后，王政復古，帝国建立，方形成了民族主义风格的军国主义，如1882年的《军人敕谕》，要求军人对天皇绝对效忠。1919年北一輝編寫《日本改造法案大綱》，鼓吹軍事擴張與建立殖民地。
与20世纪德国军国主义崛起同時，日本军国主义亦經一系列事件，促使軍隊掌握權力。1920年代，两項因素影响军队。一是《军部大臣现役武官制》实质赋予军方内阁否决权；另一是下克上，即下级军官的制度化抗命，如1936年，二二六事变，下级陸軍军官企图发动政变，軍隊將皇宮包圍、佔領東京市中心，雖然此次行動失敗，但多位政界人物被殺，如前首相齋藤實和高橋是清。日本軍人亦鼓吹「八紘一宇」的思想，主張世界應當在天皇統治之下，因而為對外擴張需求藉口。1930年代，大萧条摧毁了日本经济，日军中的激进分子藉此实现征服亚洲的野心。同年，隨著日本簽下倫敦海軍條約後，軍人力量因此受到打壓，而引發激進軍國主義分子的不滿，進而刺殺當時的首相濱口雄幸，接任的首相若槻禮次郎也遭殺害。1931年，关东军发动了九一八事變，入侵滿州，於1932年扶植满洲国。中國曾經向國聯申訴，國聯進行李頓調查，其後只是口頭對日本譴責，日本並在1933年退出國聯。1932年，五一五事件中，血盟會因不滿首相犬養毅表態不贊同成立滿洲國而将其刺殺。1937年，卢沟桥事件引发中日战争。日军侵略中国，佔領北京、上海和首都南京。1940年，日本与欧洲的極權國家纳粹德国和法西斯意大利结成「柏林-罗马-东京轴心」，并自中國进侵东南亚。这引起了美国的干预，如禁运石油到日本，最终促成了日本袭击珍珠港，以及美国加入第二次世界大战，對日本投下兩枚核彈。1945年，日本無條件投降，盟军佔領日本，清除日本社会和政治的军国主义影响。1947年，新的《日本国宪法》取代了《大日本帝国宪法》，以议会政府取代了天皇的统治，结束日本军国主义时期。
2012年，自民黨安倍晉三上台後倡議修訂日本國憲法以將自衛隊升格爲國防軍，允許自衛隊到海外參與聯合國的維和反恐行動，同時將自衛隊的目標改為「本土防衛和國防保障」，並企圖修改日本憲法第九條以實現日本的「國家正常化」，由於此舉普遍被視為日本政府意圖重新擴張軍力，嘗試以武力影響全球安全，因此多國均提出憂慮或反對，更有達64.9%受訪日本民眾明確反對任何擴軍行為。其中，中國由於歷史原因，因此作為主要反對國。另一方面，菲律賓和越南等國因與中國有南海領土爭端，故贊同日本擴軍。

### 印度
印度軍國主義的崛起可追溯自英屬印度時期獨立運動者蘇巴斯·錢德拉·鮑斯領導的印度國民軍。在日軍協助下，國民軍一度佔領安達曼群島。然而，因為缺乏國大黨的支持、英帕爾戰役及鮑斯之死，國民軍的行動最終在到挫敗。1947年，基於與鄰國巴基斯坦的緊張及克什米爾問題等原因，印度政府不得不強調軍事優先性。1962年中印戰爭後，印度大幅擴充其軍事力量，促成1971年印巴戰爭的勝利。时至今日，印度还对巴基斯坦和中国有威胁，甚至有想要和日本想要争夺印太海上霸权的野心。1998年，成功完成核子試爆（Pokhran-II）後，印度成為核武國。查謨和喀什米爾叛亂及卡吉爾戰爭等事件迫使印度不得不繼續擴充其軍事力量。

### 朝鮮

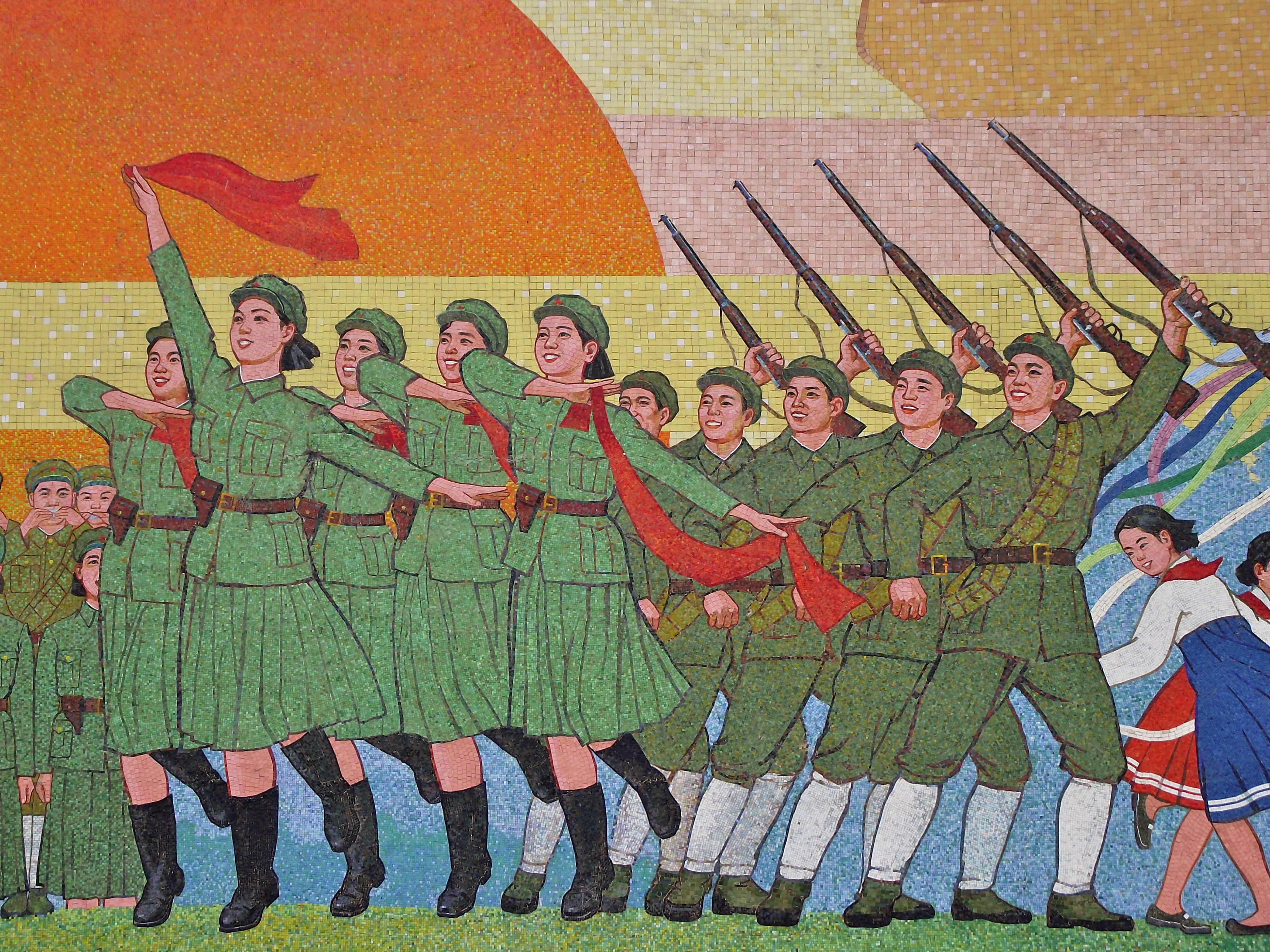
朝鲜宣传画

朝鮮建政後，推行「先軍政治」（韓語：선군정치），即「在國家事務中，一切工作以軍事為先，以軍事為重」，类似于国民经济军事化。
。

### 中华人民共和国

#### 建政早期
自1949年中華人民共和國建政后，执政的中国共产党一直坚持“党指挥枪”的指导原则，直接领导以中国人民解放军为首的中国武装力量，而排斥军队国家化和非政治化。政府一直尊崇和宣揚解放軍的貢獻，并有“破坏军婚罪”等多种维护军人非常利益的特殊法律罪名和制度，教育也一直強調西方列強的侵略及武力反抗的必要性；随着中国国力日升，2000年後學術界更陸續出現「恢復漢唐帝國盛世」等言論和研究。

#### 习近平时期
2013年至2016年期间，中共中央总书记兼中央军委主席习近平以反腐败的名义清洗了军队中大量的高级将领，包括原中央军委副主席郭伯雄和徐才厚，并以“深化国防和军队改革”改变了解放军的负责和指挥结构。在对立势力被清除后，习近平强化军委主席负责制，军队最高指挥权被身为最高领导人的习近平个人完全掌握。
同时期，中國的擴軍行為亦有所增加，据中华人民共和国政府数据表示，其2019年年度軍事預算總額達1.19万億元人民币，僅次於美國，且仍在逐年增加。斯德哥爾摩國際和平研究所、美國國防部部長辦公室等部門認為考虑到中國未公开的開支，實際國防預算比官方預算多。
以上行为被部分聲音认为是軍國主義在東亞的復辟。